# Penidiella eucalypti
Penidiella eucalypti är en svampart som beskrevs av Cheew., K.D. Hyde & Crous 2008. Penidiella eucalypti ingår i släktet Penidiella och familjen Teratosphaeriaceae.   Inga underarter finns listade i Catalogue of Life.